# Памятник Станислава Жолкевского

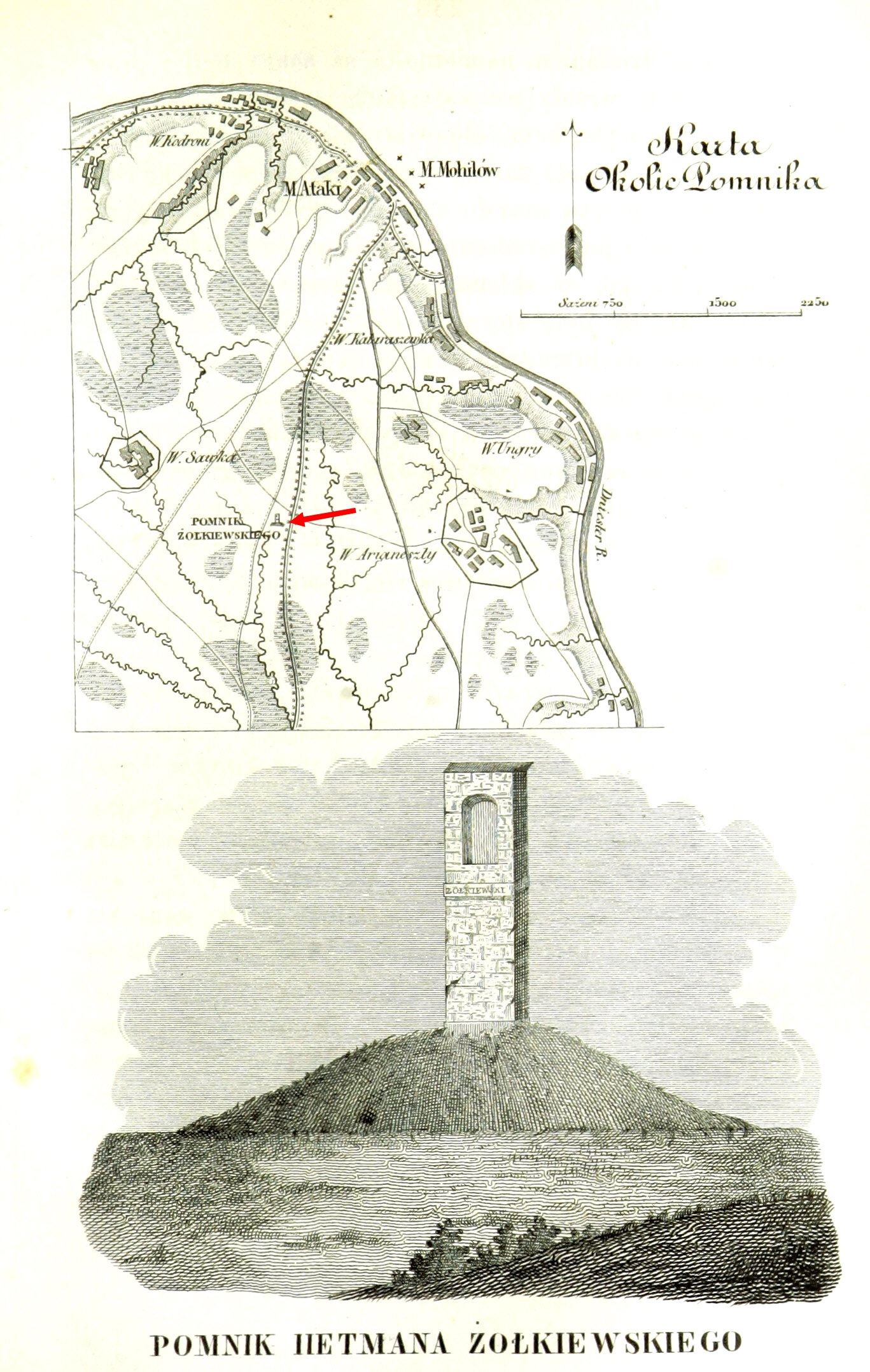
Памятник в 1856 году

Памятник Станислава Жолкевского — памятник на месте гибели польского полководца гетмана Станислава Жолкевского. Расположен на холме возле села Берёзовка Окницкого района на севере Молдавии.
Был сооружён в  XVII веке на средства вдовы полководца. Строительство осуществлял сын погибшего Ян Жолкевский, привезший мастеров из Могилёва. Молодой Жолкевский имел неофициальное согласие молдавского господаря, управлявшего этой территорией, и командиров окружающих турецких гарнизонов.
Стоял на небольшом кургане, под которым был похоронен прах павших в Цецорской битве. Представлял из себя четырёхгранную каменную колонну, которая просуществовала до второй половины XIX века в память о гибели гетмана Станислава Жолкевского в 1620 году.
К памятнику была прикреплена табличка, в которой перечислены заслуги гетмана на службе Отечеству с латинской цитатой «Quam dulce et decorum est pro patria mori» («Как сладко и почетно умереть за Родину»). Внешний вид оригинального памятника известен по рисунку художника Наполеона Орды.

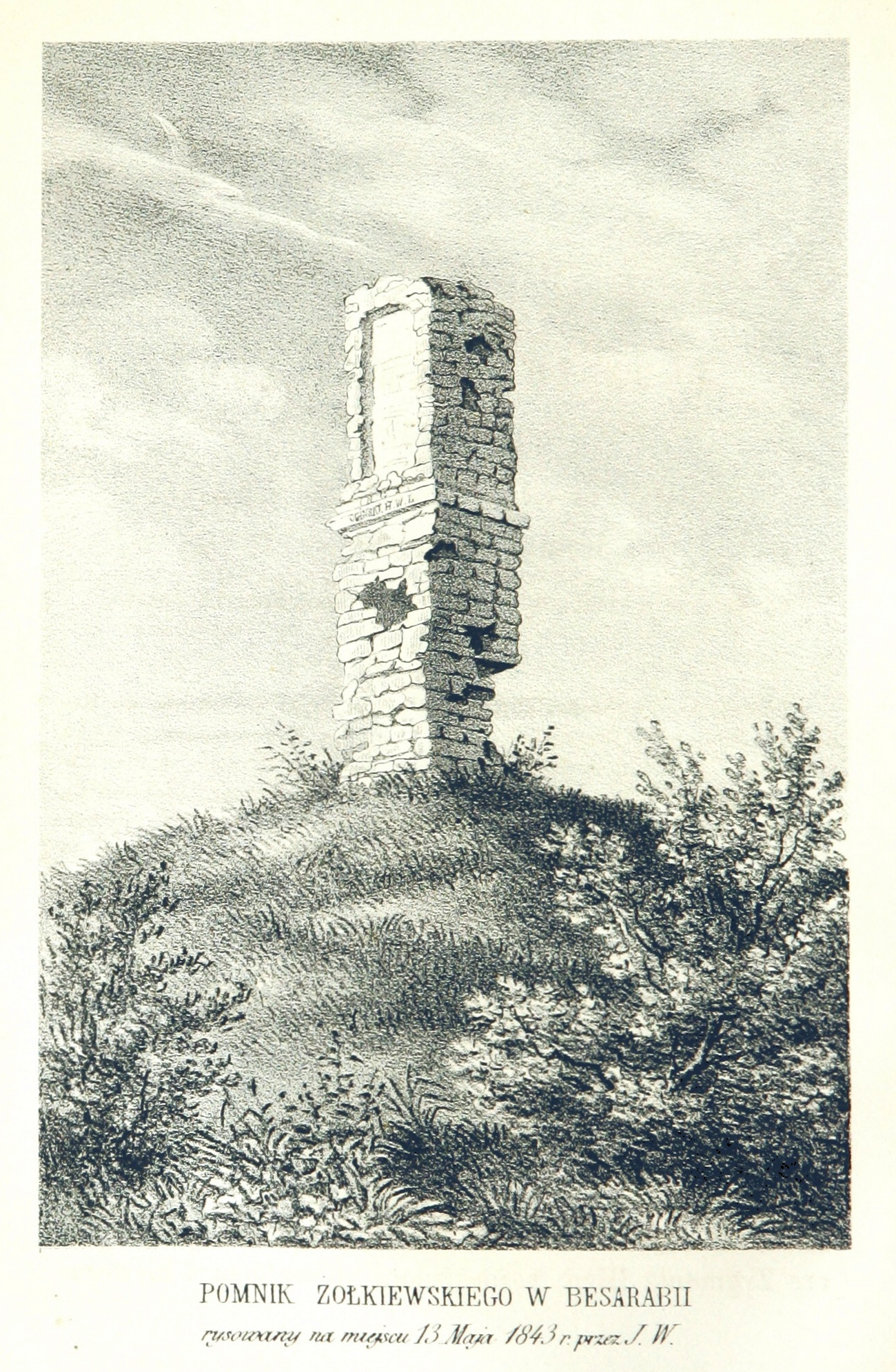

Монумент был разрушен в 1868 году искателями сокровищ из окрестных сёл и восстановлен между 1908-1912 г. Памятник сохранился до наших дней, но из-за отсутствия охраны в последующие годы пришел в упадок, реставрирован в 2003 году решением сената Польши.
Современный памятник представляет собой обелиск высотой 8,45 м, увенчанный кованым крестом высотой 1,40 м, который стоит на кургане диаметром 20 м и высотой 2 м. В настоящее время на памятнике установлена латинская плита 1912 г. и плита на польском и румынском языках.